# Bedřich Schejbal
Bedřich Schejbal (Praga, 12 agosto 1874 – ...) è stato uno schermidore boemo, vincitore di una medaglia di bronzo nella scherma ai giochi olimpici.